# In Re Dei
In Re Dei war eine ökumenische DDR-Rock-Band (1970–1990).
Sie wurde 1970 von Martin Gottschalk (Gesang, Gitarre) mit Werner Strecker (Schlagzeug, ab 1971 Bass), Wolfgang Strecker (Leadgitarre) und ab 1971 Andreas Schatz (Schlagzeug) in der Landeskirchlichen Gemeinschaft in Halle (Saale) gegründet und trat ausschließlich in kirchlichen Bereichen auf, anfangs als veranstaltungsbegleitende Band, später dann eigenständige Konzerte gebend. In Re Dei bestand aus ausgebildeten Musikern, die ihre Auftritte nebenberuflich in ihrer Freizeit organisierten (etwa 20 im Jahr).
Nachdem die Band zunächst als die Band auftrat, gab sie sich 1977 den lateinischen Namen In Re Dei (Namensvorschlag von Horst Sturm, sinngemäß: in Gottes Sache), um auf ihr Hauptanliegen hinweisend, moderne Musik im kirchlichen Bereich anzubieten, Fragen aufzugreifen, Anstöße zum Nachdenken zu geben und zum christlichen Glauben einzuladen. Ihre Lieder waren zum größten Teil Eigenkompositionen und in verschiedenen Musikstilen wie Rock, Reggae, Blues und Balladen verfasst.
In Re Dei tourte durch die DDR von Thüringen bis an die Ostsee und trat unter anderem in Städten wie Dresden, Erfurt, Leipzig, Halle, Dessau, Magdeburg und Berlin auf.
Die eineinhalbstündigen Konzerte standen unter Themen wie „Lebenswandel“, „Gott führt mich Wege“, „Is’ nicht egal was du tust“, „Rockspiegel“, „Augenblicke“ und „Hinterm Horizont“.
Die Band hatte lebenslaufbedingte Besetzungswechsel und bestand 1990 aus Martin Gottschalk (Saxophon, Gesang, Bandleiter), Hans-Jürgen Balasus (Leadgitarre, musikalischer Leiter), Helga Gottschalk (Gesang, Percussion), Andreas Sobbe (Bass), Joachim Kohr (Keyboard) und Horst Sturm (Schlagzeug, Gesang).
Zur Band gehörten auch Ton- und Licht-Techniker, da In Re Dei mit PA-Anlage und Bühnenshow auftrat. Für die technische Ausrüstung war viel Geld und Zeit aufzuwenden, sie musste damals über „Beziehungen“ zusammengekauft und durch Eigenbauten ergänzt werden.
In Re Dei nahm ab 1978 an halbjährlich organisierten Bandtreffen teil, organisierte sie mit und lud Fachreferenten ein, um Schulung von professioneller Seite anzubieten.
Ab 1981 hatte die Band einen Übungsraum in der evangelischen Stadtmission in Halle, unter deren Rechtsträgerschaft sie sich ab 1989 aus politischen Gründen stellte.
Ab 1986 war die Band durch Martin Gottschalk in der Arbeitsgemeinschaft Musik der DDR in Berlin (AGM – eine Arbeitsgemeinschaft zur Förderung der christlichen Rock- und Pop-Musik) vertreten.
Die Studio-Aufzeichnung und Vervielfältigung von Musik auf Schallplatte war in der DDR den professionell eingestuften Bands vorbehalten und unterlag der Zensur der staatlichen Stellen, andere Gruppen waren auf Tonband-Mitschnitte ihrer Auftritte angewiesen.
In den 1980er Jahren bemühte sich die Arbeitsgemeinschaft Musik mit semiprofessioneller Technik und mit Hilfe von Reinhard Walter (Jazzpianist und Tonmeister beim Rundfunk der DDR), die kirchlichen Bands aufzunehmen und in der Reihe „Edition“ auf Kompaktkassetten vorzustellen. Für In Re Dei war das 1989; diese Kassette ist, durch die Wende bedingt, nie erschienen.
Die Band wurde mit Werbeplakaten und in folgenden Zeitschriften veröffentlicht: